# Naarn (Fluss)
Die Naarn (von slawisch nardina für tauchen, waten) ist ein Bach- und Flusssystem im östlichen Mühlviertel in Oberösterreich, das ein Gebiet von 380 km² entwässert. Die Naarn ist ein linker Nebenfluss der Donau.

## Lage, Lauf und Landschaft

### Orte an der Naarn
Orte entlang der Kleinen Naarn sind Liebenau,  Unterweißenbach und Schönau, an der Großen Naarn Königswiesen und Pierbach. Die aus der Großen und der Kleinen Naarn entstandene Naarn durchfließt das Naarntal ab Bad Zell, vorbei an Rechberg, Allerheiligen, Windhaag und Perg. Im Unterlauf durchfließt die Naarn das Machland und passiert den gleichnamigen Ort Naarn. Östlich von Mitterkirchen mündet die Naarn in die Donau, während die Schwemmnaarn bei Dornach auf dem Gemeindegebiet von Saxen in die Donau gepumpt wird.

### Natura 2000 Gebiet (FFH-Gebiet), Naturpark Mühlviertel
Auf der Strecke zwischen Unterweißenbach und Perg fließt die Naarn durch das geschützte Natura 2000-Gebiet Waldaist-Naarn (Fauna-Flora-Habitat-Gebiet). Dort haben sich in oft tiefen Felsschluchten naturnahe Wälder erhalten. Silikatfelsen bilden wesentliche landschaftsprägende Elemente. Es ist ein Rückzugsgebiet für Tiere wie Uhu oder Schwarzstorch. Im Fluss sind Fischotter und Flussperlmuscheln und Kammmolche heimisch. Die kleinteiligen Kulturlandschaften mit Wiesentälern sind für den Hellen und Dunklen Ameisenbläuling sowie die Grüne Keiljungfer von Bedeutung.
Die Naarn durchfließt den Naturpark Mühlviertel im Bereich der Gemeinden Allerheiligen im Mühlkreis, Bad Zell und Rechberg.

## Gewässernetz und Quellflüsse

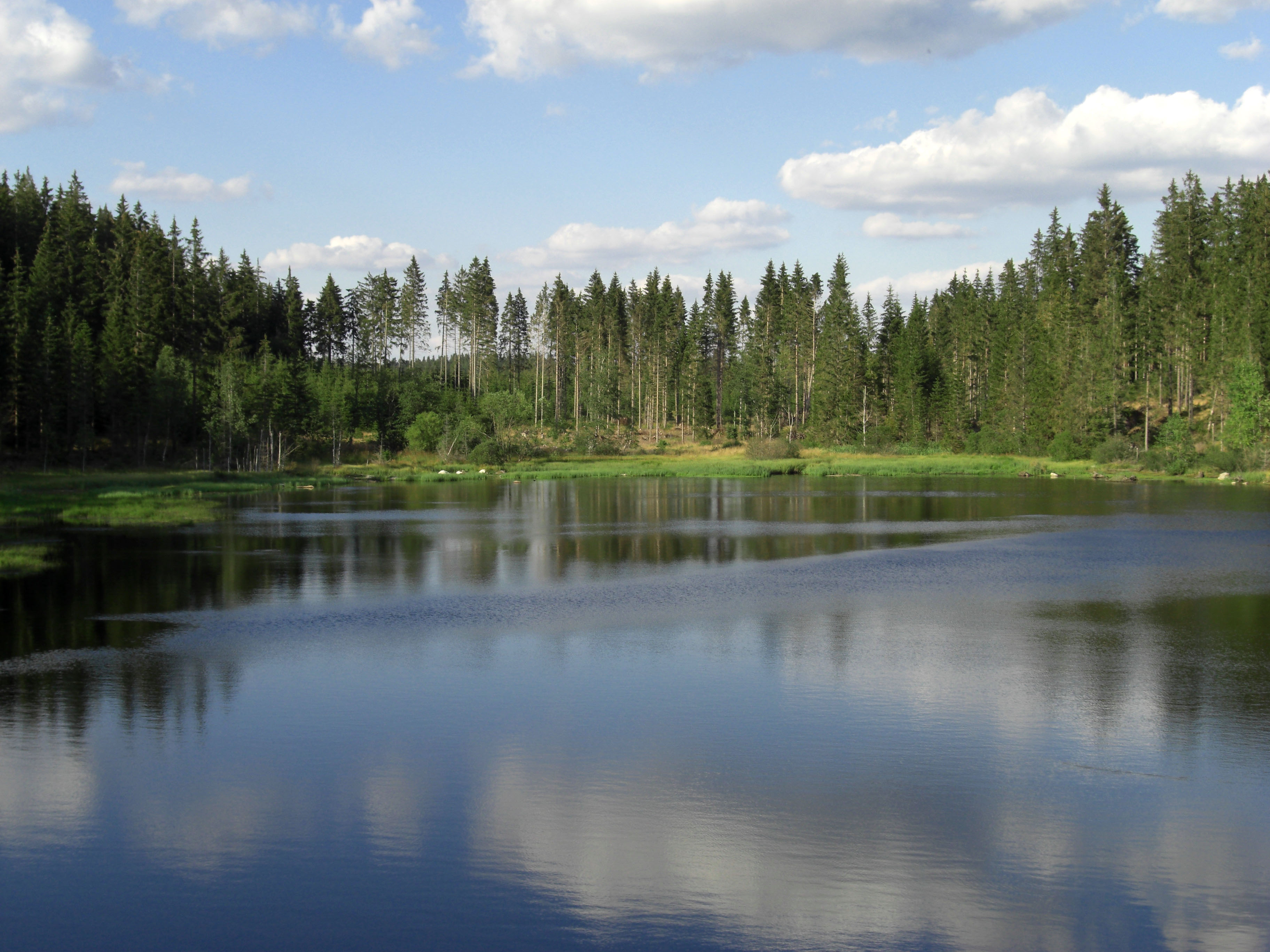
Rubener Teich in der Nähe des Tanner Moors

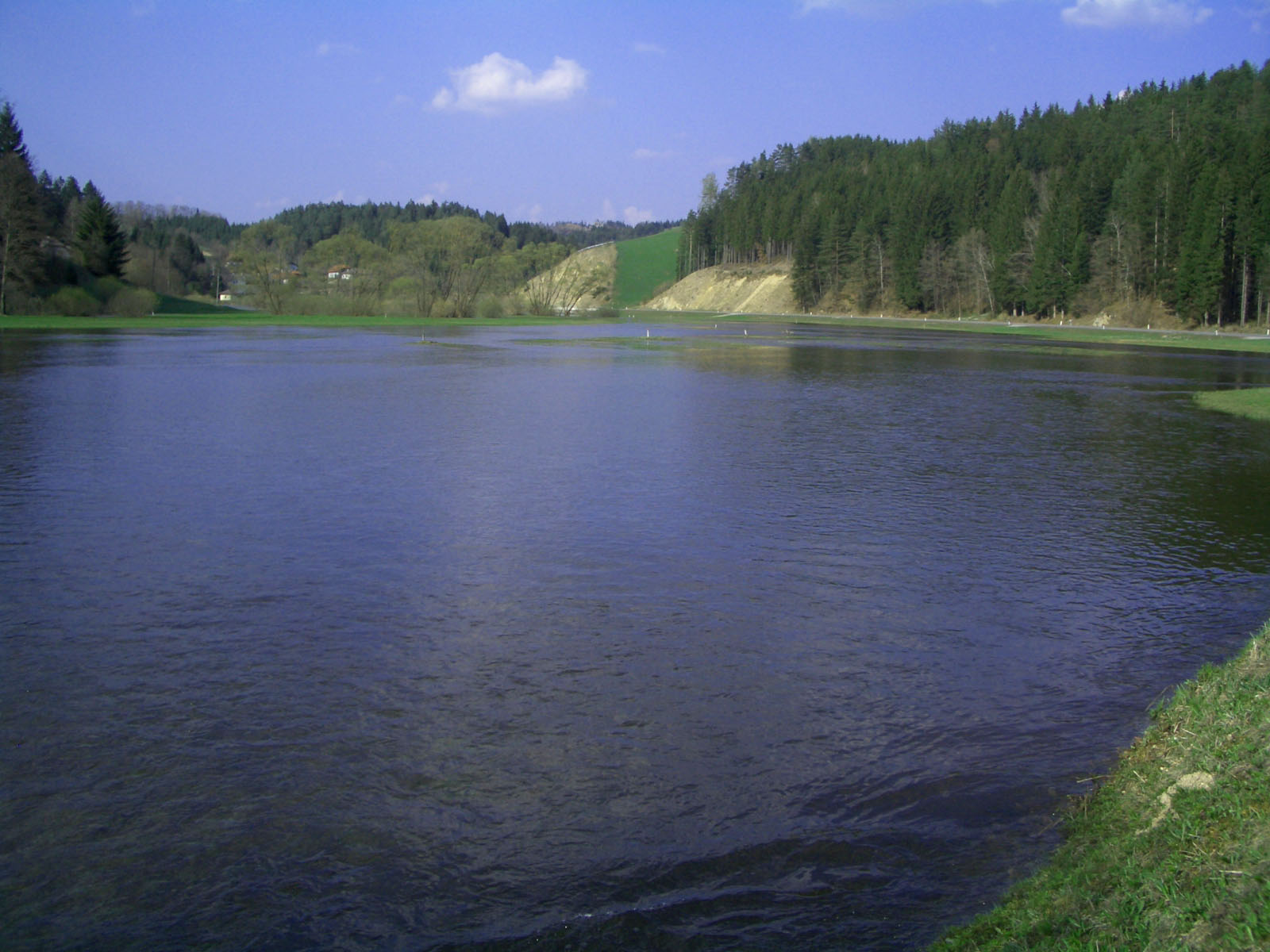
Über die Ufer getretene Naarn nach der Schneeschmelze

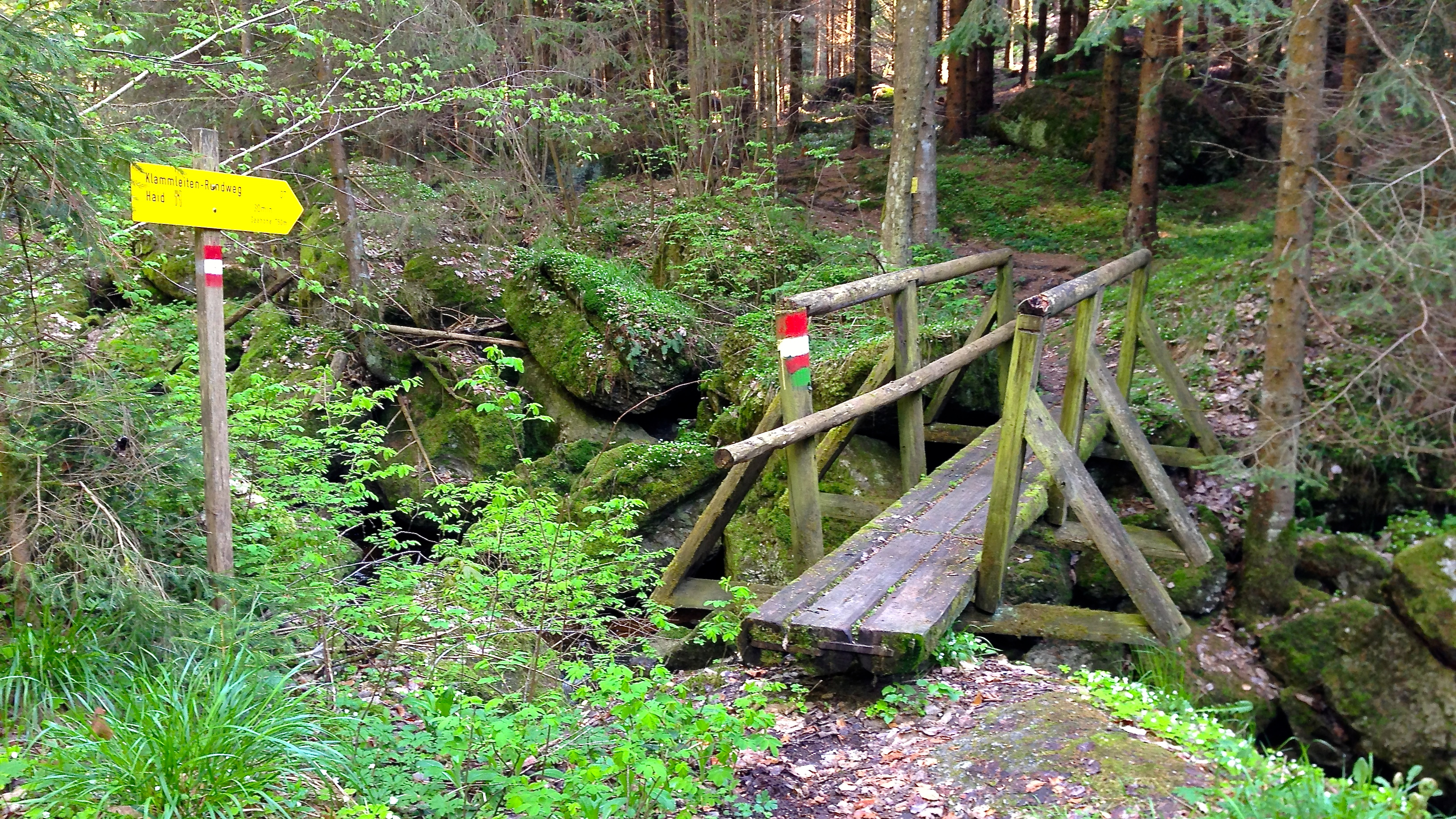
Brücke über den Klammleitenbach bei der Reindlmühle in Königswiesen

Das Einzugsgebiet der Naarn befindet sich  im Nordosten von Oberösterreich in den oberösterreichischen Raumeinheiten Machland, Südliche Mühlviertler Randlagen, Aist-Naarn-Kuppenland sowie Freiwald und Weinsberger Wald. Ein geringer Teil des Einzugsgebietes reicht über die Grenze nach Niederösterreich. Die Große (Naarn) hat 24 Zuflüsse und das Einzugsgebiet erstreckt sich über 380,4 Quadratkilometer.
Auf das Flusseinzugsgebiet der Großen Naarn entfallen 162,9 und das der Kleinen Naarn 79,5 Quadratkilometer. Von den Zuflüssen der (Großen) Naarn verfügt der in die Schwemmnaarn mündende Klambach mit 97,4 Quadratkilometern über das größte Einzugsgebiet.
Weitere Zuflüsse mit nennenswerten Einzugsgebieten sind der Mettensdorfer Mühlbach mit 53,7, der Klausbach mit 48,7, der Tobrabach mit 47,8, der Schwarzaubach (ihr rechter Oberlauf) mit 42,5, der Nussbach mit 38,8, der Klammleitenbach (ihr linker Oberlauf) mit 36,6, der Käfermühlbach mit 24,3 der Schurzmühlbach mit 23,2 und der Arbingerbach mit 10,0 Quadratkilometern.
Als Naarn bezeichnet wird der etwa 27 Kilometer lange Teil des Flusses vom Zusammenfluss der Großen und der Kleinen Naarn bei der Steinbruckmühle östlich von Bad Zell auf dem Gemeindegebiet von Pierbach flussabwärts bis zur Mündung in den Hüttinger Altarm der Donau bei Mitterkirchen.
Ursprünglich lag die Mündung der Naarn in die Donau etwa acht Kilometer donauabwärts bei Dornach auf Höhe der am gegenüberliegenden Donauufer befindlichen Ortschaft Ardagger. Dort mündet seit der Naarnregulierung in den 1960er-Jahren nur noch der als Schwemmnaarn bezeichnete ursprüngliche Unterlauf der Naarn.
Zunächst durchfließt die Naarn auf eine Länge von etwa 13 Kilometern bis Perg ein Durchbruchstal mit mehrfachem Wechsel zwischen engen Schluchtstrecken mit starkem Gefälle und flacheren mäandrierenden Bereichen, an das sich eine etwa 11 Kilometer lange Strecke anschließt, die bereits in der Donauniederung liegt und ein sehr geringes Gefälle aufweist.
Nennenswerte Zuflüsse zur Naarn sind im ersten Teil der Auerbach aus dem Gemeindegebiet von Allerheiligen, der Hiesbach aus dem Gemeindegebiet von Rechberg und der Zellhoferbach aus dem Gemeindegebiet von Bad Zell.
Die Große Naarn entspringt im Tanner Moor südöstlich von Liebenau auf einer Höhe von 930 m ü. A. Sie wird im Oberlauf zuerst Rubenerbach, dann Schwemmbach und Klammleitenbach genannt und trägt ihren Namen erst ab dem Zusammenfluss mit dem Schwarzaubach (Neuhausbach) bei Königswiesen auf einer Seehöhe von 570 m ü. A.
Der Klammleitenbach wird im Oberlauf auch Schwemmbach genannt und hat seinen Ursprung im Rubner Teich im Gemeindegebiet von Liebenau auf einer Höhe von 930 m ü. A. Der Teich wird von einigen kleinen Quellbächen aus dem Tanner Moor gespeist. Entlang des Bachs befinden sich einige Ausleitungskraftwerke (darunter eines von Ebner Strom). Vom 18. Jahrhundert bis zum Beginn des Zweiten Weltkriegs wurde der Bach für die Scheiterschwemme genutzt. In der Klammschlucht (Klammleiten) fließt der Klammleitenbach teils ober- und teils unterirdisch. Der Klammleitenbach hat mit dem Hinterreiterbach (Leopoldsteinerbach) nur einen Zufluss.
Der Hinterreiterbach hat seine Quelle auf dem Gemeindegebiet von Liebenau im nordwestlichen Bereich des Leopoldsteins auf einer Höhe von etwa 930 m ü. A. Er entwässert ein Teileinzugsgebiet des Klammleitenbach im Ausmaß von 6,6 Quadratkilometern.
Der Schwarzaubach entspringt auf 940 m ü. A. nordöstlich des Kohlreuthberges im Gemeindegebiet von Arbesbach im Bundesland Niederösterreich. Er nimmt in seinem Verlauf den Kohlreutbach, den Buchenbergbach und den Weinbergbach (Dietrichsbach) auf.
Der Buchenbergbach hat seine Quelle in Altmelon (Niederösterreich) nordwestlich des Dürnbergs auf einer 830 m ü. A. und mündet westlich der Wachtelhütte in den Schwarzaubach. Der Bach entwässert ein Teileinzugsgebiet des Schwarzaubachs im Ausmaß von rund 11,5 Quadratkilometern.
Der Weinbergbach entspringt östlich der Ortschaft Purrath in der Gemeinde Arbesbach (Niederösterreich) auf ungefähr 900 m ü. A. und mündet an der Landesgrenze zu Oberösterreich in den Schwarzaubach. Er entwässert ein Teileinzugsgebiet des Schwarzaubachs im Ausmaß von etwa 6,8 Quadratkilometern.
Bis zur Vereinigung mit der Kleinen Naarn münden der Edlhoferbach, der Kronaubach, der Leitnerbach, der Naglbach, der Nussbach, der Stöckellehnerbach, der Wimmerbach und der Zeitlhoferbach in die Große Naarn.
Der Nussbach entspringt auf 840 m ü. A. nordöstlich des Klausteiches, bildet auf den ersten drei Kilometern die Landesgrenze von Ober- und Niederösterreich, durchfließt den Klausteich und hat als Zufluss den Eibeckerbach.
Die Kleine Naarn entspringt südlich von Liebenstein in der Gemeinde Liebenau auf einer Seehöhe von ungefähr 958 m ü. A. und hat als Zuflüsse den Schönauerbach, den Stöcklbach und den Höllenbach (Hollerbach).
Die Schwemmnaarn (ehemaliger Naarnunterlauf) ist eine Ausleitung aus der Naarn zwischen der Ortschaft Labing in der Gemeinde Mitterkirchen und dem Hüttinger Altarm. Sie nimmt in der Folge den Mettensdorfer Mühlbach, den Gassoldingerbach (Steindlbach), den Klambach und den Saxenerbach auf und wird über ein Polder-Pumpwerk in die Donau gefördert.
Der Mettensdorfer Mühlbach entsteht südöstlich der Ortschaft Kühhofen im Gemeindegebiet von Mitterkirchen im Machland aus dem Zusammenfluss des Tobrabachs und des Arbingerbachs. Südwestlich der Ortschaft Pitzing auf dem Gemeindegebiet von Baumgartenberg befindet sich die Mündung in die Schwemmnaarn.
Der Tobrabach entspringt beim Bauernhof Kloiber im Gemeindegebiet von Windhaag bei Perg und heißt zunächst Modlerbach und in weiterer Folge Kropfmühlbach. Südlich der Ortschaft Tobra wird ein Teil des Wassers in den künstlich angelegten Tobrakanal ausgeleitet und der Naarn zugeführt. Der Tobrabach ändert etwa einen Kilometer südlich der Ortschaft Tobra die Richtung und fließt dann Richtung Osten, wobei er vor dem Zusammenfluss mit dem Arbingerbach und der Mündung in den Mettensdorfer Mühlbach sowohl den Arbingerbach als auch den Deimingerbach kreuzt.
Der Arbingerbach entspringt nördlich von Hummelberg an der Gemeindegrenze von Arbing und Münzbach und heißt im Oberlauf Neuhausenbach.
Der Gassoldingerbach entspringt im Föhrenwald auf einer Höhe von 370 m ü. A. nördlich der Ortschaft Amesbach auf dem Gemeindegebiet von Baumgartenberg.
Der Klambach entsteht durch den Zusammenfluss von Klausbach und Kefermühlbach westlich der Ortschaft Oberkalmberg auf dem Gemeindegebiet von Bad Kreuzen durchfließt das Klamer Becken und mündet östlich von Saxendorf auf dem Gemeindegebiet von Saxen in die Schwemmnaarn. Zwischen Klam und Baumgartenberg bzw. Saxen fließt der Klambach durch die Klamschlucht.
Der Klausbach heißt im Mittellauf Senfmühlbach beziehungsweise im Oberlauf Willersdorferbach und entspringt auf etwa 600 m ü. A. im Gemeindegebiet von St. Thomas am Blasenstein. Einziger größerer Zufluss ist der in einer Höhe von 670 m ü. A. entspringende und im Stillen Tal auf dem Gemeindegebiet von Bad Kreuzen mündende Schurzmühlbach, der im Oberlauf auch Forstbach genannt wird.
Der Kefermühlbach entspringt südöstlich des Reitererberges im Gemeindegebiet von St. Thomas am Blasenstein auf einer Höhe von 650 m ü. A.

## Etymologie
Der Gewässername „Naarn“ scheint urkundlich erstmals im Jahr 852/853 als „Nardina“ auf. Zur Namensherkunft gibt es mehrere Theorien:
- Die indogermanische Silbe „nar-“ bzw. „nor-“ bedeutete „tauchen“, „nard-“ bedeutete „waten“. Der Name würde sich dann auf die zu durchwatenden Flussarme im Machland beziehen.[5]
- Der vom 1. bis 6. Jahrhundert nördlich der Donau bezeugte Stamm der Naristen könnte damit zusammenhängen. Der Name wäre dann durch die slawische Bevölkerung, die ab dem 6. Jahrhundert in diesem Gebiet wohnte, vermittelt worden.[5]
- Ältere Quellen weisen auch auf das Narden-Bartgras hin. Aus den wohlriechenden Wurzeln dieses Baldriangewächses wurden die Nardensalbe und das Nardenöl gewonnen (vgl. Echter Arznei-Baldrian).[6]

## Geschichte
Ab Mitte des 9. Jahrhunderts bildete die Naarn die östliche Grenze des sogenannten Regensburger Luß, nachdem der Traungauer Grenzgraf Wilhelm dem bayerischen Kloster Sankt Emmeram das Gebiet zwischen den Flüssen Aist und Naarn geschenkt hatte. Der Regensburger Luß war einer der acht Rodungsstreifen, die für die Besiedlung des Mühlviertels von Bedeutung waren.
Flussregulierungen erfolgten in den Jahren 1776–1779, 1938–1942 und 1968–1972.

## Wirtschaftliche Nutzung

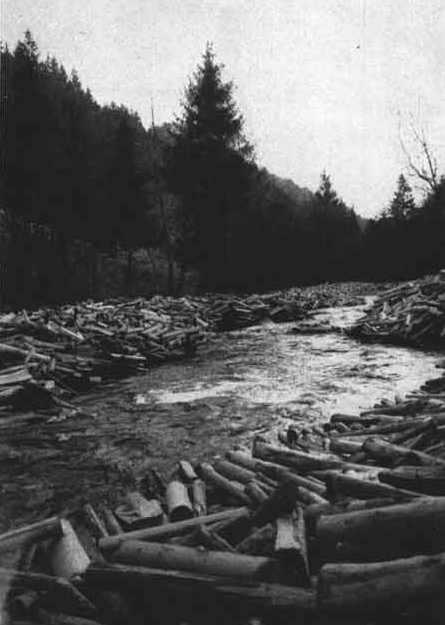
Holztrift auf der Naarn, 1931

Entlang der Naarn und ihren Zuflüssen bestehen einige Fischreviere. Die Wasserkraft wurde neben dem Betrieb von Mühlen und Sägen vom 18. bis zum 20. Jahrhundert im Frühjahr im Rahmen der jährlichen Scheiterschwemme für den Transport von Holz genutzt. Elektrischer Strom wird seit Beginn des 20. Jahrhunderts erzeugt (unter anderem Linz AG, Elektrizitätswerk Perg, Poschacher und Ebner Strom).